# Festivali i Këngës 2021
La sessantesima edizione del Festivali i Këngës si è svolta tra il 27 e il 29 dicembre 2021 presso il palazzo dei Congressi di Tirana e ha selezionato il rappresentante dell'Albania all'Eurovision Song Contest 2022.
La vincitrice è stata Ronela Hajati con Sekret.

## Organizzazione
L'emittente albanese Radio Televizioni Shqiptar (RTSH) ha confermato la partecipazione dell'Albania all'Eurovision Song Contest 2022, che sarà ospitato dalla città di Torino, il 4 luglio 2021, annunciando inoltre l'organizzazione della 60ª edizione del Festivali i Këngës per selezionare il proprio rappresentante. Lo stesso giorno l'emittente ha dato la possibilità agli aspiranti partecipanti di inviare i propri brani entro il 30 settembre dello stesso anno, scadenza poi estesa fino al successivo 15 ottobre.
Le tre serate del festival, confermate il 4 novembre 2021, sono state trasmesse su RTSH 1, RTSH Muzikë e sul canale kosovaro RTK 1, su Radio Tirana 1 e sul sito web di RTSH.
I partecipanti, selezionati da una giuria di esperti del settore, sono stati annunciati il 9 novembre 2021. I brani sono stati pubblicati il 3 dicembre successivo.
Il risultato è stato determinato unicamente da una giuria di esperti composta da sette membri:
- Agim Doçi, paroliere
- Anxhela Peristeri, cantante e vincitrice dell'edizione precedente
- Anxhela Faber, imprenditrice
- Olsa Toqi, cantante, paroliere e compositrice
- Osman Mula, direttore di RTSH
- Olti Curri, blogger e personaggio televisivo
- Rozana Radi, cantante

## Partecipanti
Categoria Campioni
| Artista         | Brano               | Lingua    | Musica (m) e testo (t)                          |
| --------------- | ------------------- | --------- | ----------------------------------------------- |
| Alban Ramosaj   | Theje               | Albanese  | Marko Polo (m) e Alban Ramosaj (t)              |
| Denis Skura     | Pse nuk flet, mama? | Albanese  | Petrit Sinameti (m & t)                         |
| Endri & Stefi   | Triumfi i jetës     | Albanese  | Jetmir Barbullushi (m) e Zhuljana Jorganxhi (t) |
| Evi Reçi        | Me duaj             | Albanese  | Flamur Shehu (m) e Xhuljana Jorganxhi (t)       |
| Gjergj Kaçinari | Në ëndërr mbete ti  | Albanese  | Gjergj Kaçinari (m & t)                         |
| Janex           | Deluzional          | Albanese  | Janex (m & t)                                   |
| Kastro Zizo     | Kujë                | Albanese  | Kastro Zizo (m & t)                             |
| Kelly           | Meteor              | Albanese  | Kelly (m & t)                                   |
| Mirud           | Për dreq            | Albanese  | Kledi Bahiti (m) e Durim Morina (t)             |
| Rezarta Smaja   | E jemja nuse        | Albanese  | Shkodra Elektronike (m & t)                     |
| Ronela Hajati   | Sekret              | Albanese  | Marko Polo (m) e Ronela Hajati (t)              |
| Sajmir Çili     | Nën maskë           | Albanese  | Sajmir Çili (m) & Pandi Laço (t)                |
| Shega           | Një                 | Arbërisht | Giorgio Fusco (m & t)                           |
| Urban Band      | Padrejtësi          | Albanese  | Urban Band (m & t)                              |

Categoria Emergenti
| Artista         | Brano          | Lingua   | Musica (m) e testo (t)                |
| --------------- | -------------- | -------- | ------------------------------------- |
| Eldis Arrnjeti  | Refuzoj        | Albanese | Bujar Daci (m) ed Eldis Arrnjeti (t)  |
| Ester Zahiri    | Hijena         | Albanese | Kledi Bahiti (m & t)                  |
| Kejsi Rustja    | Vallëzoj me ty | Albanese | Kejsi Rustja (m & t)                  |
| Olimpia Smajlaj | Dua            | Albanese | Genti Lako (m) e Olimpia Smajlaj (t)  |
| Viola Zhemali   | Eja si erë     | Albanese | Sokol Marsi (m & t)                   |
| Xhuli Pjetra    | Baladë         | Albanese | Enis Mullaj (m) ed Eriona Rushiti (t) |

### Artisti ritornati
| Interprete      | Ultima partecipazione |
| --------------- | --------------------- |
| Endri & Stefi   | 2009                  |
| Evi Reçi        | 2020                  |
| Gjergj Kaçinari | 2020                  |
| Janex           | 2014                  |
| Kastro Zizzo    | 2020                  |
| Kelly           | 2018                  |
| Mirud           | 2020                  |
| Rezarta Smaja   | 2017                  |
| Sajmir Çili     | 2007                  |

## Semifinali
Le semifinali sono state trasmesse il 27 e 28 dicembre 2021 alle ore 21:00 (CET) e sono state presentate da Ardit Gjebrea, Isli Islami, Jonida Maliqi, Kelvi Kadilli e Xhemi Shehu. Durante la prima semifinale gli artisti hanno presentato una versione orchestrale del loro brano, mentre nella seconda semifinale gli artisti hanno presentato il loro brano accompagnati da artisti e vincitori del Festivali i Këngës.
Durante le semifinali, si è svolta inoltre la gara della categoria Emergenti: nel corso della prima semifinale sono stati eliminati tre artisti, mentre nella seconda i tre finalisti hanno presentato una versione acustica del loro brano.
| #  | Artista         | Brano               |
| -- | --------------- | ------------------- |
| 1  | Kelly           | Meteor              |
| 2  | Mirud           | Për dreq            |
| 3  | Urban Band      | Padrejtësi          |
| 4  | Evi Reçi        | Më duaj             |
| 5  | Kastro Zizo     | Kujë                |
| 6  | Ester Zahiri    | Hiena               |
| 7  | Viola Xhemali   | Eja si erë          |
| 8  | Eldis Arrnjeti  | Refuzoj             |
| 9  | Kejsi Rustja    | Vallëzoj me ty      |
| 10 | Xhuli Pjetraj   | Baladë              |
| 11 | Olimpia Smajlaj | Dua                 |
| 12 | Shega           | Një                 |
| 13 | Gjergj Kaçinari | Në ëndërr mbete ti  |
| 14 | Denis Skura     | Pse nuk flet, mama? |
| 15 | Endri & Stefi   | Triumfi i jetës     |
| 16 | Janex           | Deluzional          |
| 17 | Ronela Hajati   | Sekret              |
| 18 | Sajmir Çili     | Nën maskë           |
| 19 | Rezarta Smaja   | E jemja nuse        |
| 20 | Alban Ramosaj   | Theje               |

| #  | Artista - Ospite                 | Brano               |
| -- | -------------------------------- | ------------------- |
| 1  | Evi Reçi - Liljana Kondakçi      | Me duaj             |
| 2  | Denis Skura - Bashkim Alibali    | Pse nuk flet, mama? |
| 3  | Rezarta Smaja - Irma Libohova    | E jemja nuse        |
| 4  | Ester Zahiri                     | Hiena               |
| 5  | Eldis Arrnjeti                   | Refuzoj             |
| 6  | Olimpia Smajlaj                  | Dua                 |
| 7  | Alban Ramosaj - Gjergj Leka      | Theje               |
| 8  | Janex - Pirro Çako               | Deluzional          |
| 9  | Shega - Gili                     | Një                 |
| 10 | Kastro Zizo - Justina Aliaj      | Kujë                |
| 11 | Urban Band - Kozma Dushi         | Padrejtësi          |
| 12 | Endri & Stefi - Myfarete Laze    | Triumfi i jetës     |
| 13 | Mirud - Afërdita Zonja           | Për dreq            |
| 14 | Ronela Hajati - Sabri Fejzullahu | Sekret              |
| 15 | Gjergj Kaçinari - Mihrije Braha  | Në ëndërr mbete ti  |
| 16 | Kelly - Aleksandër Gjoka         | Meteor              |
| 17 | Sajmir Çili - Luan Zhegu         | Nën maskë           |

## Finale
La finale è stata trasmessa il 29 dicembre 2021 alle ore 21:00 (CET) ed è stata presentata da Ardit Gjebrea, Isli Islami, Jonida Maliqi, Kelvi Kadilli e Xhemi Shehu.
Il voto dei sette giurati ha dichiarato Ronela Hajati con Sekret vincitrice del festival.
| #  | Artista         | Brano               |
| -- | --------------- | ------------------- |
| 1  | Olimpia Smajlaj | Dua                 |
| 2  | Denis Skura     | Pse nuk flet, mama? |
| 3  | Kelly           | Meteor              |
| 4  | Sajmir Çili     | Nën maskë           |
| 5  | Ester Zahiri    | Hiena               |
| 6  | Kastro Zizo     | Kujë                |
| 7  | Urban Band      | Padrejtësi          |
| 8  | Gjergj Kaçinari | Në ëndërr mbete ti  |
| 9  | Evi Reçi        | Më duaj             |
| 10 | Mirud           | Për dreq            |
| 11 | Endri & Stefi   | Triumfi i jetës     |
| 12 | Ronela Hajati   | Sekret              |
| 13 | Shega           | Një                 |
| 14 | Janex           | Deluzional          |
| 15 | Alban Ramosaj   | Theje               |
| 16 | Eldis Arrnjeti  | Refuzoj             |
| 17 | Rezarta Smaja   | E jemja nuse        |

## All'Eurovision Song Contest
Per promuovere la propria canzone, Ronela Hajati ha preso parte al Barcelona Eurovision Party 2022 (26 marzo), all'Israel Calling 2022 (7 aprile), all'Eurovision in Concert 2022 (9 aprile) e all'Eurovision Spain Pre-Party 2022 (16 aprile).
L'Albania si è esibita 1ª nella prima semifinale del 10 maggio 2022, classificandosi 12ª con 58 punti, senza riuscire a qualificarsi per la finale.

### Giuria e commentatori
La giuria albanese è composta da:
- Aulon Naçi, compositore;
- Ermira Alliu, direttrice d'orchestra;
- Kamela Islamaj, cantante;
- Marsela Çibukaj, cantante;
- Roberto Radoja, pianista e compositore.

L'evento è stato trasmesso su RTSH 1, RTSH Muzikë e Radio Tirana, con il commento di Andri Xhahu. I voti della giuria nella finale sono stati annunciati sempre da Andri Xhahu.

### Voto
Nell'Eurovision Song Contest ogni nazione, tramite una giuria di esperti e il televoto, è chiamata ad esprimere un giudizio sulle canzoni partecipanti, assegnando un punteggio che va da 1 a 12 (escludendo 11 e 9) alle prime 10 classificate. Le classifiche di giuria e televoto sono separate.
Entrambi possono votare soltanto nella semifinale in cui gareggia la canzone selezionata e nella finale (a prescindere dalla qualifica), ma né la giuria né il televoto possono votare la propria nazione.

#### Punti assegnati all'Albania
| Giurie (14° con 12 punti)  | Giurie (14° con 12 punti) | Giurie (14° con 12 punti) | Giurie (14° con 12 punti)     | Giurie (14° con 12 punti) |
| 12                         | 10                        | 8                         | 7                             | 6                         |
| -------------------------- | ------------------------- | ------------------------- | ----------------------------- | ------------------------- |
| - Grecia                   |                           |                           |                               |                           |
| 5                          | 4                         | 3                         | 2                             | 1                         |
|                            |                           |                           |                               |                           |
| Televoto (9° con 46 punti) |                           |                           |                               |                           |
| 12                         | 10                        | 8                         | 7                             | 6                         |
| - Grecia                   |                           | - Italia - Svizzera       |                               | - Slovenia                |
| 5                          | 4                         | 3                         | 2                             | 1                         |
| - Francia                  |                           |                           | - Armenia - Austria - Croazia | - Bulgaria                |

#### Punti assegnati dall'Albania
| Punti | Giuria      | Televoto    |
| ----- | ----------- | ----------- |
| 12    | Ucraina     | Bulgaria    |
| 10    | Paesi Bassi | Grecia      |
| 8     | Grecia      | Ucraina     |
| 7     | Armenia     | Armenia     |
| 6     | Svizzera    | Croazia     |
| 5     | Islanda     | Portogallo  |
| 4     | Portogallo  | Austria     |
| 3     | Croazia     | Paesi Bassi |
| 2     | Norvegia    | Norvegia    |
| 1     | Bulgaria    | Lituania    |

| Punti | Giuria      | Televoto    |
| ----- | ----------- | ----------- |
| 12    | Italia      | Grecia      |
| 10    | Regno Unito | Ucraina     |
| 8     | Svezia      | Italia      |
| 7     | Ucraina     | Spagna      |
| 6     | Paesi Bassi | Paesi Bassi |
| 5     | Spagna      | Estonia     |
| 4     | Armenia     | Regno Unito |
| 3     | Azerbaigian | Serbia      |
| 2     | Belgio      | Finlandia   |
| 1     | Portogallo  | Moldavia    |

#### Voti separati dei giurati
| Stato       | Giurato A | Giurato B | Giurato C | Giurato D | Giurato E | Posizione | Punti assegnati |
| ----------- | --------- | --------- | --------- | --------- | --------- | --------- | --------------- |
| Ucraina     | 1°        | 3°        | 11°       | 3°        | 1°        | 1°        | 12              |
| Paesi Bassi | 4°        | 2°        | 5°        | 2°        | 2°        | 2°        | 10              |
| Grecia      | 3°        | 5°        | 7°        | 1°        | 4°        | 3°        | 8               |
| Armenia     | 2°        | 8°        | 3°        | 4°        | 5°        | 4°        | 7               |
| Svizzera    | 5°        | 7°        | 2°        | 8°        | 6°        | 5°        | 6               |
| Islanda     | 12°       | 1°        | 4°        | 11°       | 8°        | 6°        | 5               |
| Portogallo  | 6°        | 16°       | 8°        | 6°        | 3°        | 7°        | 4               |
| Croazia     | 10°       | 13°       | 1°        | 9°        | 9°        | 8°        | 3               |
| Norvegia    | 8°        | 11°       | 9°        | 7°        | 12°       | 9°        | 2               |
| Bulgaria    | 16°       | 6°        | 14°       | 5°        | 16°       | 10°       | 1               |
| Danimarca   | 9°        | 14°       | 6°        | 10°       | 13°       | 11°       | -               |
| Slovenia    | 13°       | 4°        | 16°       | 16°       | 10°       | 12°       | -               |
| Lettonia    | 7°        | 9°        | 15°       | 15°       | 11°       | 13°       | -               |
| Lituania    | 11°       | 12°       | 13°       | 14°       | 7°        | 14°       | -               |
| Moldavia    | 14°       | 10°       | 10°       | 13°       | 14°       | 15°       | -               |
| Austria     | 15°       | 15°       | 12°       | 12°       | 15°       | 16°       | -               |

| Stato           | Giurato A | Giurato B | Giurato C | Giurato D | Giurato E | Posizione | Punti assegnati |
| --------------- | --------- | --------- | --------- | --------- | --------- | --------- | --------------- |
| Italia          | 2°        | 2°        | 1°        | 2°        | 1°        | 1°        | 12              |
| Regno Unito     | 4°        | 1°        | 2°        | 1°        | 2°        | 2°        | 10              |
| Svezia          | 1°        | 4°        | 7°        | 5°        | 4°        | 3°        | 8               |
| Ucraina         | 3°        | 3°        | 4°        | 4°        | 6°        | 4°        | 7               |
| Paesi Bassi     | 6°        | 11°       | 5°        | 3°        | 3°        | 5°        | 6               |
| Spagna          | 9°        | 10°       | 3°        | 9°        | 7°        | 6°        | 5               |
| Armenia         | 5°        | 9°        | 8°        | 10°       | 9°        | 7°        | 4               |
| Azerbaigian     | 17°       | 17°       | 6°        | 6°        | 12°       | 8°        | 3               |
| Belgio          | 7°        | 8°        | 13°       | 16°       | 11°       | 9°        | 2               |
| Portogallo      | 12°       | 13°       | 20°       | 11°       | 5°        | 10°       | 1               |
| Grecia          | 10°       | 19°       | 15°       | 8°        | 8°        | 11°       | -               |
| Estonia         | 8°        | 24°       | 10°       | 12°       | 17°       | 12°       | -               |
| Australia       | 13°       | 23°       | 12°       | 7°        | 16°       | 13°       | -               |
| Islanda         | 21°       | 7°        | 14°       | 14°       | 13°       | 14°       | -               |
| Lituania        | 18°       | 6°        | 16°       | 23°       | 14°       | 15°       | -               |
| Finlandia       | 19°       | 5°        | 21°       | 20°       | 19°       | 16°       | -               |
| Germania        | 16°       | 16°       | 9°        | 19°       | 10°       | 17°       | -               |
| Svizzera        | 11°       | 20°       | 22°       | 13°       | 15°       | 18°       | -               |
| Polonia         | 15°       | 25°       | 11°       | 17°       | 21°       | 19°       | -               |
| Norvegia        | 20°       | 15°       | 17°       | 15°       | 18°       | 20°       | -               |
| Repubblica Ceca | 14°       | 21°       | 19°       | 18°       | 20°       | 21°       | -               |
| Serbia          | 24°       | 12°       | 24°       | 25°       | 24°       | 22°       | -               |
| Moldavia        | 22°       | 14°       | 25°       | 24°       | 22°       | 23°       | -               |
| Francia         | 23°       | 18°       | 23°       | 21°       | 23°       | 24°       | -               |
| Romania         | 25°       | 22°       | 18°       | 22°       | 25°       | 25°       | -               |